# NGC 2563
NGC 2563 في الفهرس العام الجديد، هي مجرة، تقع في كوكبة السرطان. اكتشفت في 13 فبراير 1787 بواسطة ويليام هيرشل.

## روابط خارجية
- NGC 2563 على موقع ويكي سكاي: DSS2, SDSS, GALEX, IRAS, Hydrogen α, X-Ray, Astrophoto, Sky Map, Articles and images